# Draconinae
Draconinae (лат.) — подсемейство ящериц семейства агамовых.

## Описание
Общая длина представителей этого подсемейства колеблется от 25 до 70 см. Имеют чрезвычайно яркую окраску — коричневую, оранжевую, красную, зелёную, желтоватую, бронзовую. Самки ярче самцов. У многих есть поперечные полосы. Туловище стройное, голова вытянутая и тупая. Чешуя на теле мелкая. У ряда представителей подсемейства есть небольшой гребешок. Имеются кожаные складки по бокам тела. Представители некоторых родов способны «летать» с помощью кожаной складки наподобие планера. Хвост длинный. У многих видов есть горловая сумка.

## Образ жизни
Обитают на лесистых, горных, скалистых территориях, а также вблизи жилья человека и на плантациях. Значительная часть видов живёт на деревьях, и быстро передвигаются по стволам. При различных условиях (температурных, тепловых, опасности) способны менять цвет. Прячутся в дуплах, кронах. Питаются насекомыми и другими беспозвоночными, птенцами, мелкими ящерицами.

## Размножение
В основном это яйцекладущие ящерицы. Лишь один род (Cophotis) — живородящий. Самки откладывают до 23—25 яиц.

## Распространение
Обитают в Южной и Юго-Восточной Азии.

## Классификация
На октябрь 2023 года в подсемейство включают 34 рода:
- Acanthosaura Ahl, 1926 — Акантозавры
- Agasthyagama Srikanthan et al., 2022
- Aphaniotis Peters, 1864 — Безухие агамы
- Bronchocela Kaup, 1827 — Калоты Каупа
- Calotes Cuvier, 1817 — Калоты
- Ceratophora Gray, 1834 — Рогатые агамы
- Complicitus Manthey & Grossmann, 1997
- Cophotis Peters, 1861 — Живородящие агамы
- Coryphophylax Blyth, 1860
- Cristidorsa Wang et al., 2018
- Dendragama Doria, 1888 — Древесные суматранские агамы
- Diploderma Hallowell, 1861
- Draco Linnaeus, 1758 — Летучие драконы
- Gonocephalus Kaup, 1825 — Лесные драконы
- Harpesaurus Boulenger, 1885 — Харпезавры
- Hypsicalotes Manthey & Denzer, 2000
- Japalura Gray, 1853 — Япалуры
- Laodracon Brakels, Sitthivong, Wang, Nguyen & Poyarkov, 2023
- Lophocalotes Günther, 1873 — Лофокалоты
- Lyriocephalus Merrem, 1820 — Цейлонские агамы
- Malayodracon Denzer, Manthey, Mahlow & Böhme, 2015
- Mantheyus Ananjeva & Stuart, 2001
- Microauris Pal et al., 2018
- Monilesaurus Pal et al., 2018
- Otocryptis Wagler, 1830 — Скрытоухие агамы
- Pelturagonia Harvey et al., 2019
- Phoxophrys Hubrecht, 1881 — Борнеоские горные агамы
- Psammophilus Fitzinger, 1843 — Песчаные агамы
- Pseudocalotes Fitzinger, 1843 — Псевдокалоты
- Pseudocophotis Manthey & Grossmann, 1997
- Ptyctolaemus Peters, 1865 — Ассамские агамы
- Salea Gray, 1845 — Салеи
- Sarada Deepak, Karanth & Giri, 2016
- Sitana Cuvier, 1829 — Ситаны

## Галерея

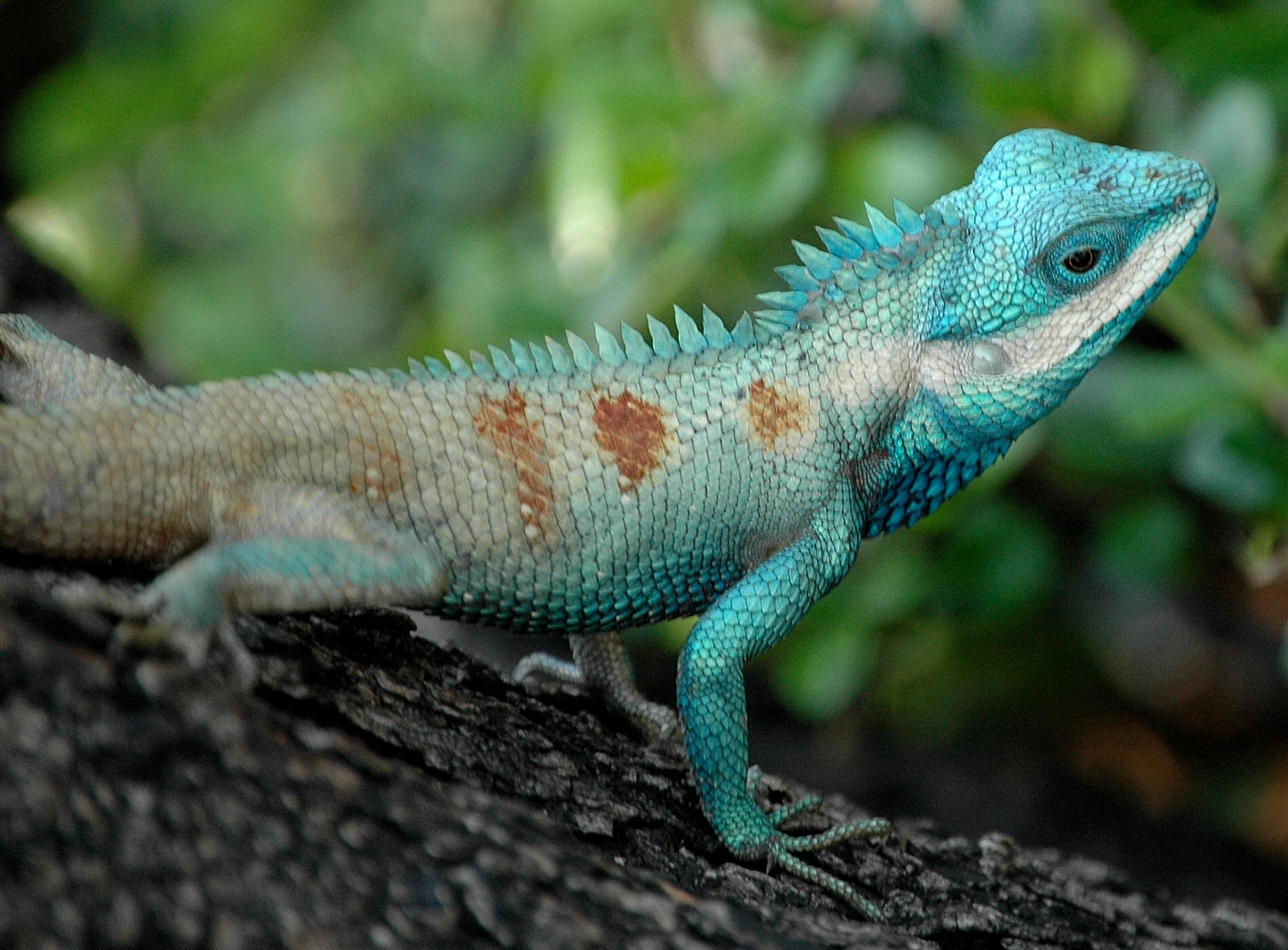
Усатый калот
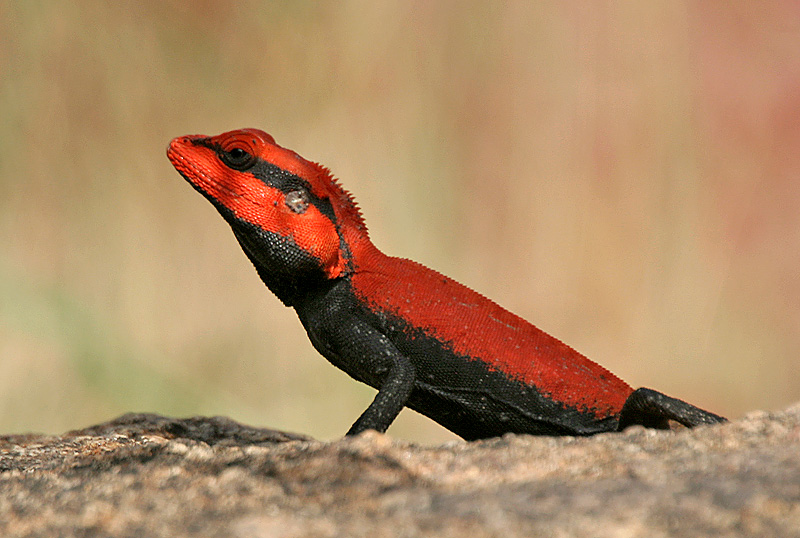
Psammophilus dorsalis
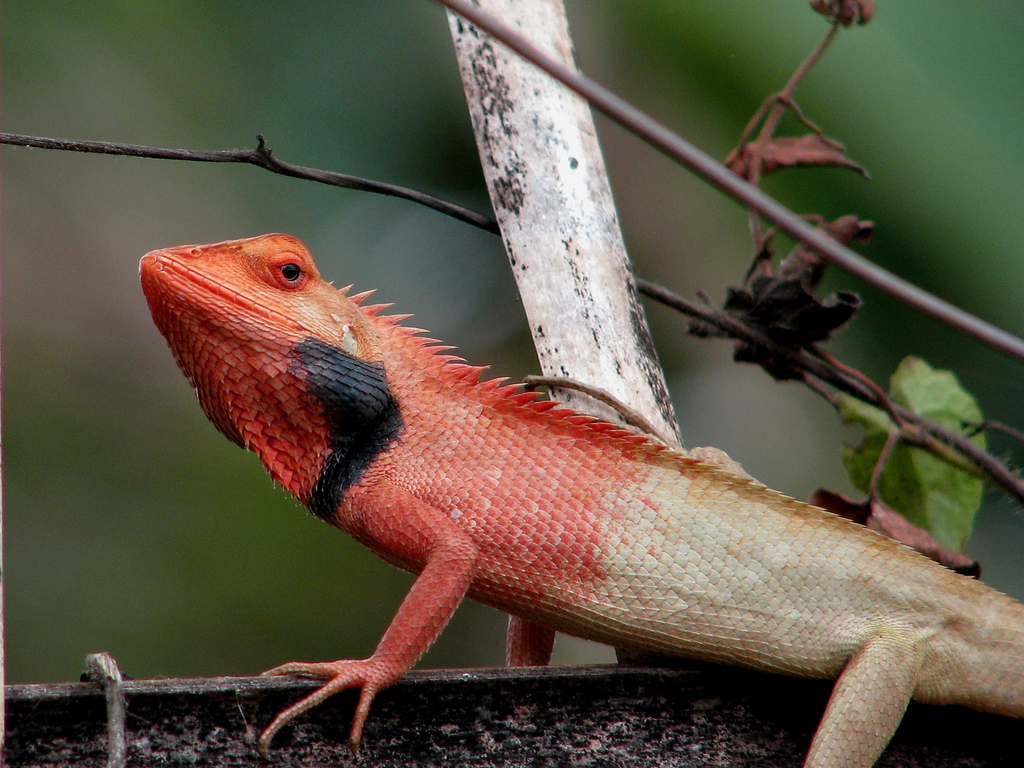
Калот-кровосос
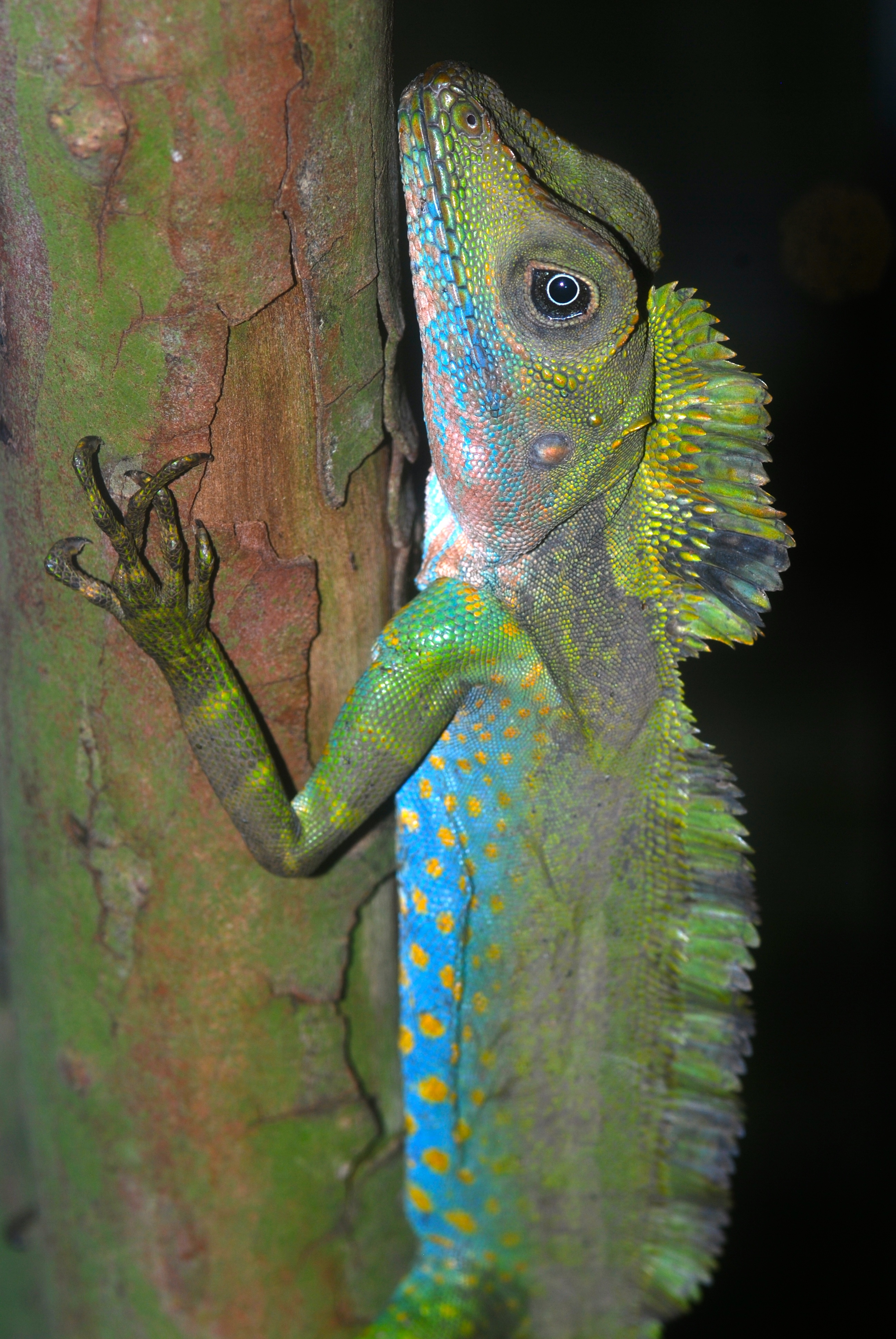
Gonocephalus grandis